# Good Times, Wonderful Times
Pour plus de détails, voir Fiche technique et Distribution.
Good Times, Wonderful Times est un film américain réalisé par Lionel Rogosin, sorti en 1966.

## Synopsis
Pendant une fête mondaine des personnes abordes divers sujets entre l'intime et le politique, l'historique. Leurs différente conversations est soutenu par des images d'archives de la seconde guerre mondial en passant par la guerre de Corée...jusqu'à la ségrégation aux États-Unis.  

## Fiche technique
- Titre français : Good Times, Wonderful Times
- Réalisation : Lionel Rogosin
- Pays d'origine : États-Unis
- Format : Noir et blanc - 35 mm - Mono
- Genre : documentaire
- Durée : 70 minutes
- Date de sortie : 1966